# Tadeusz Wolski (agronom)
Tadeusz Wolski (ur. 21 lutego 1924 w Warszawie, zm. 11 marca 2005 w Dańkowie) – polski uczony działający w dziedzinie nauk rolniczych, specjalizujący w agronomii i hodowli roślin, twórca nowych odmian zbóż, m.in. ozimego pszenżyta, członek rzeczywisty PAN.

## Życiorys
Studia w Szkole Głównej Gospodarstwa Wiejskiego w Warszawie ukończył w 1948 r., doktorat obronił w 1967 r., był docentem w Poznańskiej Hodowli Roślin. Tytuł profesora nauk rolniczych otrzymał w 1989 roku, był również członkiem korespondentem PAN. Krótko przed śmiercią (w grudniu 2004) wybrany na członka rzeczywistego PAN. Wchodził w skład rad naukowych Komitetu Hodowli i Fizjologii Roślin PAN, Instytutu Genetyki Roślin PAN w Poznaniu, Centralnego Ośrodka Badania Odmian Roślin Uprawnych w Słupi Wielkiej, Ogrodu Botanicznego PAN w Warszawie, Instytutu Hodowli i Aklimatyzacji Roślin w Radzikowie.
Był uważany za jednego z najwybitniejszych hodowców roślin w Polsce. Wprowadził do upraw nowe odmiany pszenicy (Dańkowska Biała, Grana, Dana Luna, Jana, Begra, Weneda, Lanca), żyta (Dańkowskie Złote, Dańkowskie Nowe, Chodan, Turbo, Motto), pszenżyta (Triticale, Lasko, Grado, Dagro, Bolero). Odmiany te wprowadzał także poza Polską, w NRD, Bułgarii, Rumunii, Czechosłowacji, RFN, Francji, Austrii, Belgii, Szwecji, Szwajcarii, Luksemburgu, Nowej Zelandii. Opublikował ponad 100 prac naukowych, m.in. Hodowla roślin rolniczych (w: Gospodarka nasienna, 1974), rozdziały o hodowli roślin w Biologii żyta (pod red. C. Tarkowskiego, 1984).

### Życie prywatne
Był synem Władysława Wiktora Feliksa Wolskiego (1888–1949) i Marii z domu Janasz (1899–1971) oraz mężem Anny Branickiej.
Synowie: Mikołaj Władysław Wolski i Xawery Aleksander Wolski, malarz.
Zmarł 11 marca 2005 w Dańkowie i został pochowany w Błędowie, na cmentarzu parafialnym.

## Nagrody i odznaczenia
Był laureatem m.in. Nagrody im. Stanisława Staszica (1976) oraz Nagrody Sekretarza Naukowego PAN (z zespołem, 1982). Został odznaczony Srebrnym i Złotym Krzyżem Zasługi, Orderem Sztandaru Pracy I oraz II klasy (1952), Krzyżem Kawalerskim i Komandorskim Orderu Odrodzenia Polski (1995). W 1992 Szkoła Główna Gospodarstwa Wiejskiego w Warszawie narodziła go tytułem doktora honoris causa, a 1998 roku to samo wyróżnienie otrzymał od Akademii Rolniczej w Lublinie. Wybrane publikacje
- Hodowla zbóż ozimych w Stacjach Hodowli Roślin Dańków-Laski, Choryń (1980)
- Składniki pokarmowe i antyodżywcze występujące w roślinach (2001, współautor, ISBN 83-88253-45-X)